# 1954 en Israël
Chronologie d'Israël (en)
- 1950
- 1951
- 1952
- 1953
- 1954
- 1955
- 1956
- 1957
- 1958

Cette page concerne les évènements survenus en 1954 en Israël  :

## Évènement
- Affaire Lavon : scandale politique.
- Commission Kedmi (en)
- Loi sur les personnes handicapées dans la guerre contre les nazis (en).
- Abolition de la peine de mort en Israël pour le meurtre.
- 1er janvier : Début du procès Kastner
- 17 mars : Massacre de Ma'aleh Aqrabbim.

## Sport
- Saison de football israélien 1953-1954 (en)
- Saison de football israélien 1954-1955 (en)

## Création
- Banque d’Israël
- Gare ferroviaire centrale Tel Aviv Savidor (en)
- Institut Abu Kabir Forensic (en)

## Dissolution - Fermeture
- Faction indépendante de l'Akhdut HaAvoda

## Naissance
- Gabi Ashkenazi, chef d'état-major de l'Armée israélienne.
- Miki Berkovich, joueur de basket-ball.
- David Grossman (écrivain)
- Yuli Tamir, personnalité politique.

## Décès
- Selig Brodetsky (en), mathématicien.
- Yitzhak Lamdan (en), poète et chroniqueur.